# 奧格雷
奧格雷是拉脫維亞奧格雷市鎮内的城市及其行政中心，位於該國中部，距離首都里加36公里，始建於1874年，面積13.6平方公里，海拔高度40米，每年平均降雨量609毫米，2012年人口26,549。

## 友好城市
- 法國 茹埃莱图尔